# Сёлист
Сёлист (дат. Sølyst) — это бывший загородный дом, расположенный недалеко от побережья Эресунна в Клампенборге, в коммуне Гентофте, на северной окраине Копенгагена, Дания. Сейчас в нём располагается Королевское стрелковое общество Копенгагена.

## История

### Первые владельцы
Первый Сёлист, который тогда назывался Зеелуст, был построен купцом Юлиусом Фройхеном. Он был выполнен в фахверковом стиле и имел 11 пролётов. В 1725 году его купил другой купец, Юст Фабрициус, который также владел расположенным неподалёку домом в стиле рококо — особняком Кристиансхольм, построенным им в 1746 году. Он заменил дом новым зданием в 1760 году.

### Культурный центр
В 1776 году поместье приобрел Эрнст Хайнрих Шиммельманн, главный чиновник финансовой администрации и впоследствии министр финансов, который использовал его в качестве летней резиденции. За год до этого он женился на графине Эмилии Рантцау, но она умерла от туберкулеза всего пять лет спустя, когда ей было всего 28 лет. В 1782 году он снова женился и вместе со своей новой женой Шарлоттой продолжил проводить лето в Сёлисте. В зимний сезон они жили в особняке Шиммельмана, который он унаследовал от своего отца. В память о своей первой жене он заказал художнику Николаю Абрахаму Абильгору памятник «Эмилиекильде» у небольшого источника рядом с главной дорогой, где она часто отдыхала во время своих прогулок по окрестностям. Эрнст и Шарлотта Шиммельманн разделяли страсть к искусству, и благодаря им дом и парк превратились в яркое культурное место, получившее международную известность.

### После эпохи Шиммельманнов
Эпоха Шиммельманнов закончилась после смерти Эрнста Шиммельманна в 1831 году. Сёлист унаследовала его дочь Аделаида, но в том же году она переехала в Вену, куда её муж, Георг Генрих фон Лёвенштерн (бывший русский полковник и адъютант М. Б. Барклая-де-Толли), получил назначение на должность посла, а в 1840 году Аделаида продала дом. В течение следующего столетия Сёлист несколько раз переходил из рук в руки — от землевладельцев, бизнесменов и управляющих банками.
В 1949 году Сёлист был приобретен Королевским стрелковым обществом Копенгагена. Общество располагалось за Западными городскими воротами Копенгагена с 50-х годов XVIII века, на месте нынешнего Музея Копенгагена и Сада стрелкового тира, но после того, как город получил возможность развиваться за пределами своих бастионных укреплений, которые были выведены из эксплуатации во второй половине XIX века, бо́льшая часть земли была конфискована, и вскоре общество оказалось в окружении плотного рабочего квартала Вестербро. В Сёлисте общество наконец-то нашло место, которое в большей степени соответствовало его деятельности.

## Современное состояние
Королевское стрелковое общество Копенгагена по-прежнему базируется в Сёлисте, но поместье также служит местом для проведения вечеринок, приемов, встреч и небольших конференций с участием от 20 до 180 человек.

## Список владельцев
| С    | По    | Владелец                                    |
| ---- | ----- | ------------------------------------------- |
| 1724 | 1753  | Й. Фройхен                                  |
| 1753 | 1756  | Юст Фабрициус                               |
| 1756 | 1771  | Неизвестно                                  |
| 1771 | 1831  | Эрнст Шиммельманн                           |
| 1831 | 1840  | Аделаида фон Лёвенштерн                     |
| 1840 | 1858  | Иоганн Теодор Сур                           |
| 1858 | 1875  | Оле Берендт Сур                             |
| 1875 | ?     | Ида Мари Сур                                |
| 1913 | 1924  | Эмиль Глюкштадт                             |
| 1924 | 1948  | Г. Расмуссен                                |
| 1948 | 1949  | Неизвестно                                  |
| 1949 | н. в. | Королевское стрелковое общество Копенгагена |